# Dingana bella
Dingana bella är en fjärilsart som beskrevs av Van Son 1955. Dingana bella ingår i släktet Dingana och familjen praktfjärilar. Inga underarter finns listade i Catalogue of Life.